# Barri del Poble Vell
El barri del Poble Vell és una obra del municipi de Súria (Bages) protegida com a bé cultural d'interès local.

## Descripció
El barri del poble vell és el nucli originari de Súria. Està situat al cim d'un turó des d'on es pot albirar la resta del poble. La seva tipologia està vinculada al món medieval; s'han respectat els carrers estrets, el terra empedrat, i les cases giren entorn d'una plaça on van a parar tots els carrerons. Recentment, es va dur a terme una restauració, que ha respectat la tipologia original.
S'ha intentat de recuperar les façanes de l'època; algunes conserven llindes molt antigues. La construcció de nous edificis no ha afectat el seu estil original.

## Història
Totes les notícies històriques estan vinculades al castell que engloba, i del qual se'n té coneixement des del s.X.